# Unterwasserwaffe
Unterwasserwaffe ist ein Sammelbegriff für Waffen die zur Bekämpfung von Zielen an der Wasseroberfläche und unter Wasser eingesetzt werden.
Die Wirkung von Unterwasserwaffen unterscheidet sich deutlich von der Wirkung gleichartiger Sprengsätze an der Oberfläche, da sich die Druckwelle unter Wasser schneller fortsetzt. Die Explosion von Unterwasserwaffen erfolgt deshalb direkt unter schwimmenden oder in unmittelbarer Nähe von getauchten Zielen.
Zu den Unterwasserwaffen gehören
- Wasserbomben
- Torpedos
- Seeminen

Der Abschuss bzw. die Ausbringung von Unterwasserwaffen kann von der Oberfläche, von getauchten Objekten und von Flugzeugen aus erfolgen.

Flugkörper, die unter der Wasseroberfläche (submarine-launched cruise missile (SLCM)) gestartet werden, werden nicht zu den Unterwasserwaffen gerechnet.

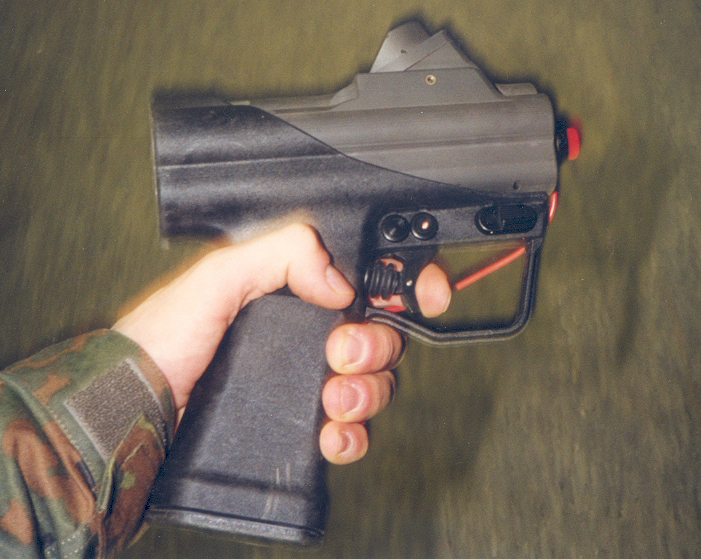
Unterwasserpistole HK P11
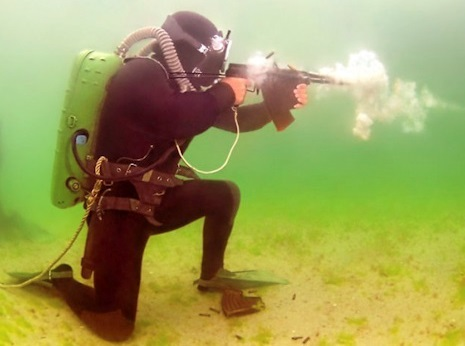
Unterwasser-Gewehr APS
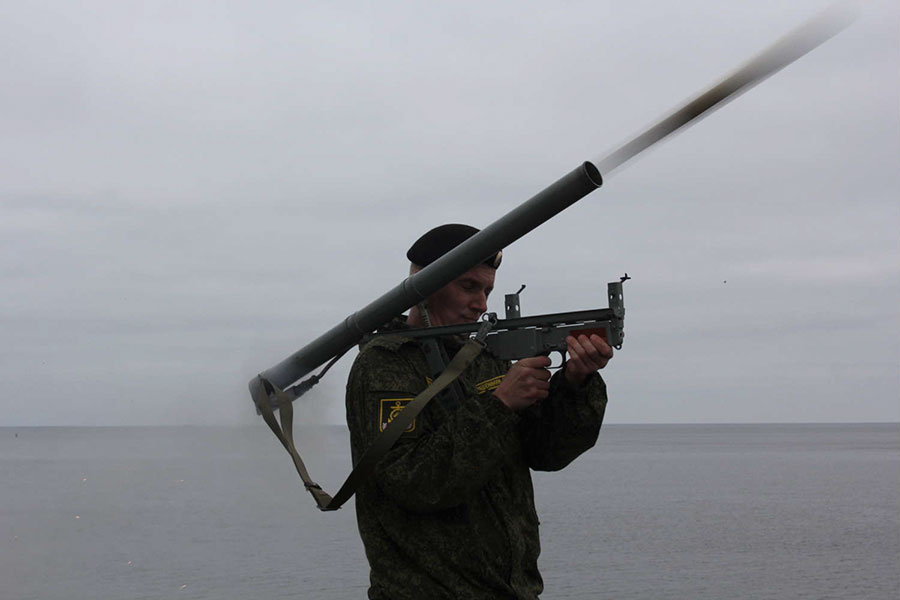
Antisabotage-Granatwerfer DP-61 zur Abwehr von Kampfschwimmern
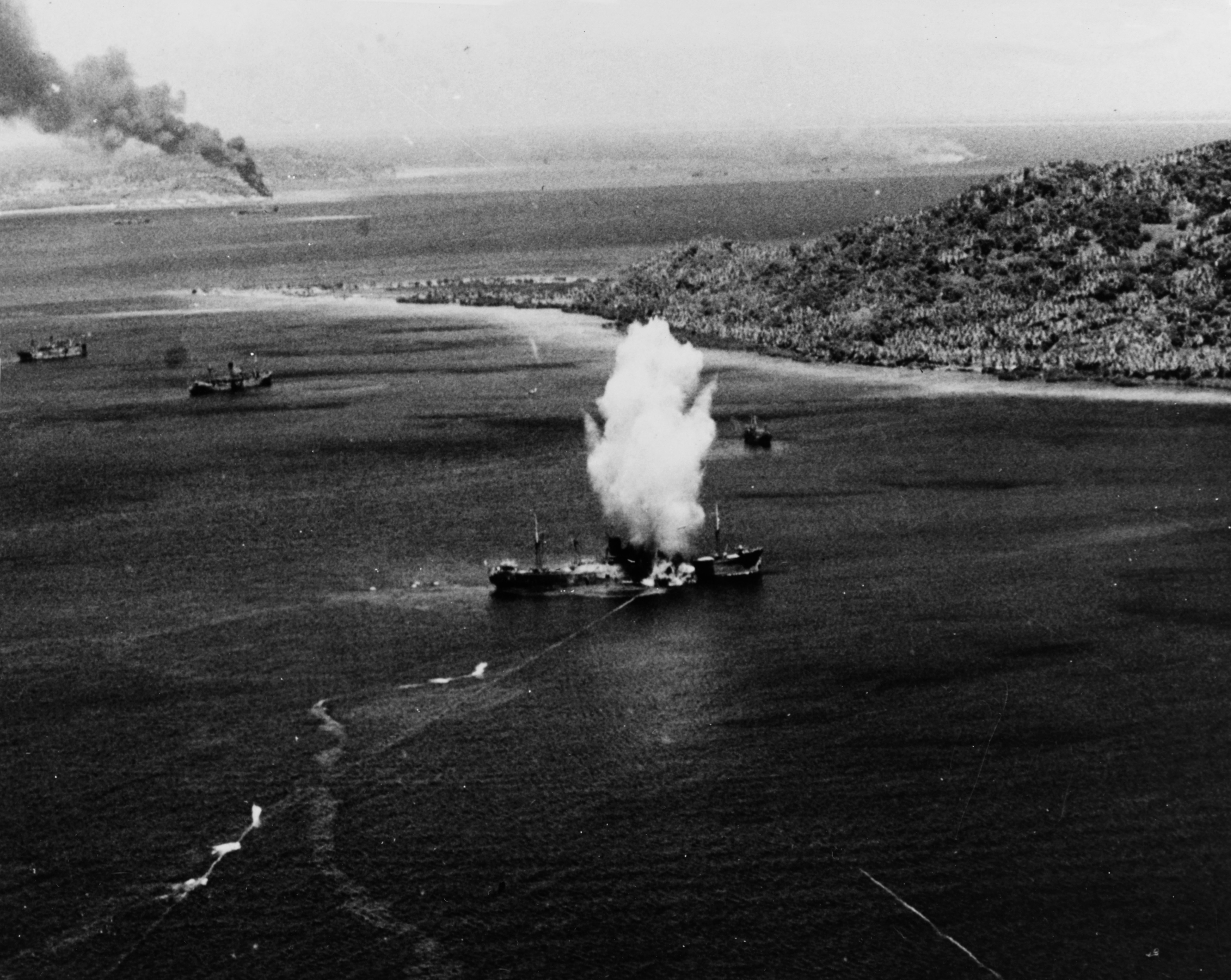
Torpedotreffer auf ein Handelsschiff im Pazifikkrieg
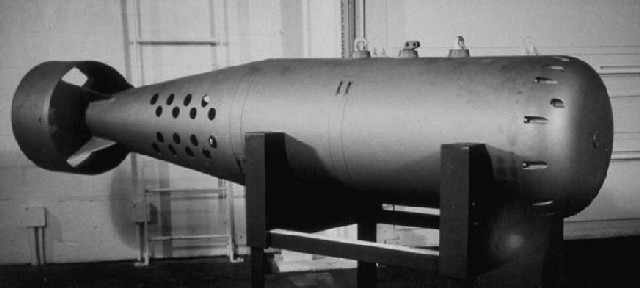
Nukleare Wasserbombe Mark 101 Lulu